# Ringerike kommun
Ringerike kommun (norska: Ringerike kommune) är en kommun i Buskerud fylke i Norge. Kommunens centralort och största tätort är staden Hønefoss.

## Administrativ historik
Ringerike kommun bildades den 1 januari 1964 efter en sammanslagning mellan Hole, Tyristrands, Hønefoss, Norderhovs och Ådals kommuner samt en mindre del av Krødsherads kommun. Hole blev dock åter egen kommun 1977.

## Kommunvapen
Blasonering: På rød bunn en gull ring.
(I rött fält en ring av guld.)
Kommunvapnet godkändes genom kunglig resolution den 16 juni 1967. Egentligen är förledet Ring- namnet på en stam, men det fick ändå bli en ring. Därmed är det också ett exempel på ett så kallat talande vapen. Ringen ska visa att namnet har betecknat ett enhetligt område ända sedan sagatiden. Det uttrycker också kunglig värdighet och hövdingmakt. Rött och guld är de norska kungliga färgerna.

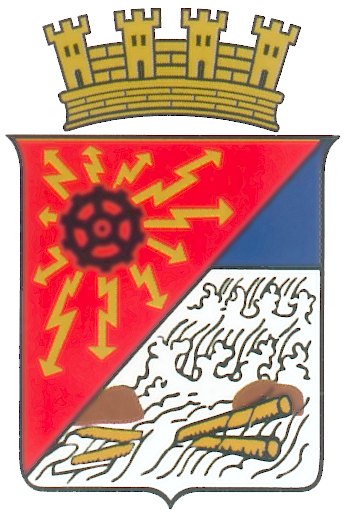
Hønefoss kommunvapen från 1902.

## Tätorter
I Ringerike kommun finns nio tätorter:
- Hallingby
- Helgelandsmoen – Huvuddelen i Hole kommun
- Hønefoss (centralort)
- Nakkerud
- Norderhov – Mindre del i Hole kommun
- Nymoen
- Sokna
- Tyristrand
- Vang (Haugsbygd)

Orterna Hen, Nes och Åsbygda (Gamleveien) har tidigare räknats som tätorter men uppfyller inte längre kriterierna.

## Socknar
Inom Norska kyrkan är Ringerike kommun indelad i tio socknar:
- Haugs socken
- Hvals socken
- Hønefoss socken
- Lunders socken
- Nes socken
- Norderhov og Asks socken
- Tyristrands socken
- Ulleråls socken
- Veme socken
- Vikers socken

Socknarna ingår i Ringerike prosteri i Tunsbergs stift.

## Bilder

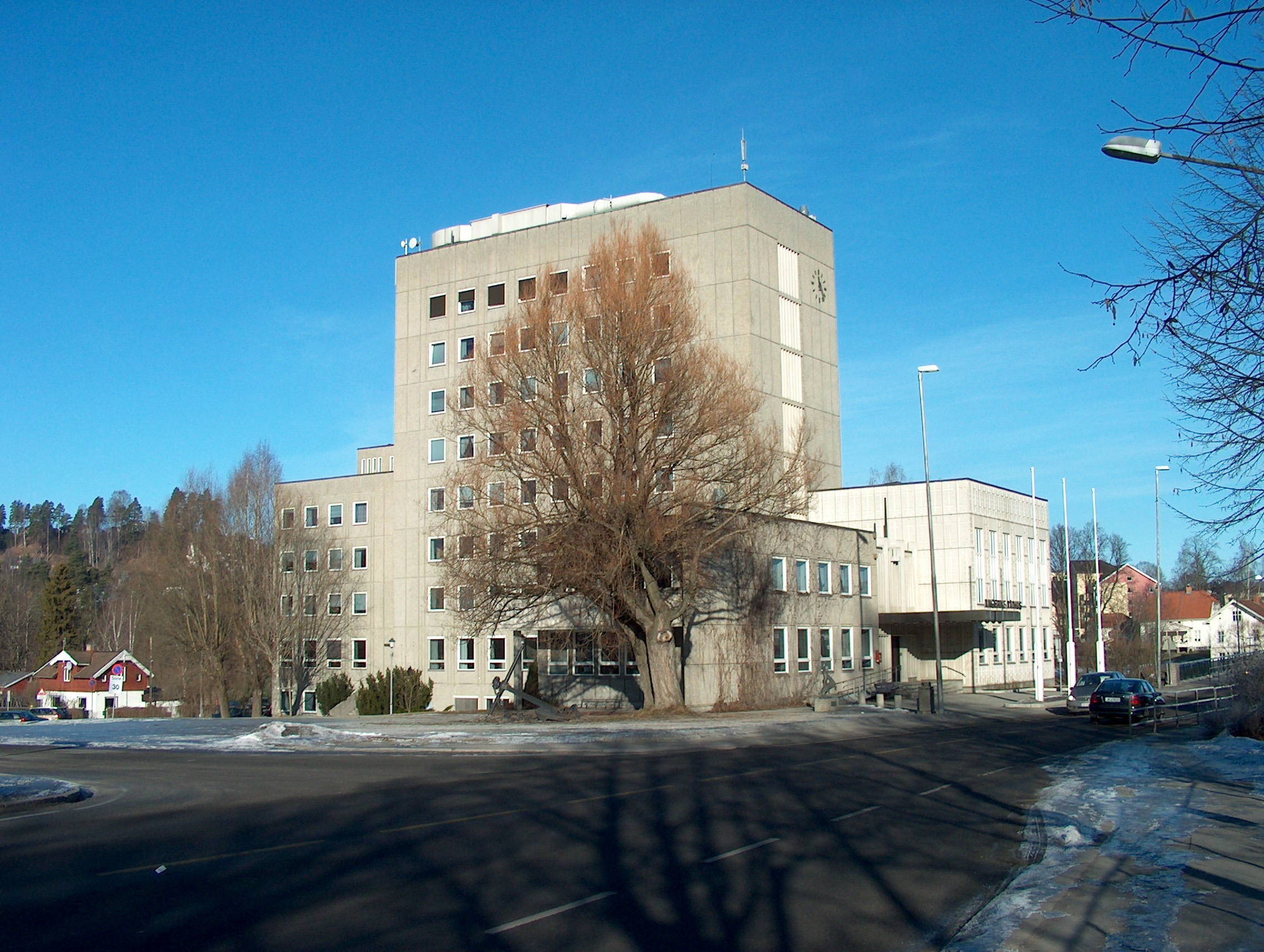
Ringerike rådhus i Eikli, Hønefoss.
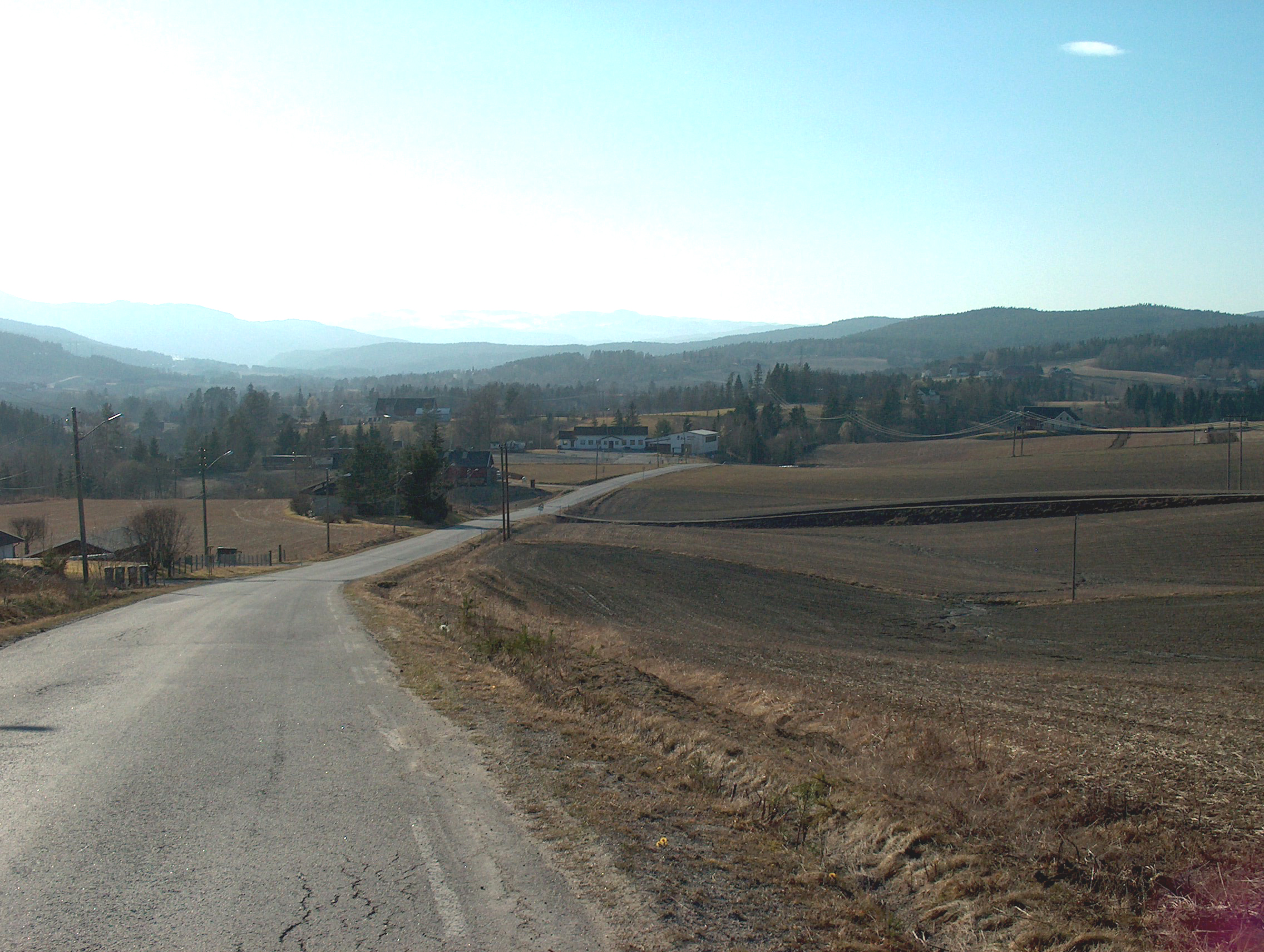
Soknedalen.